# Campo Elías (Juan Vicente Campo Elías)
Pour les articles homonymes, voir Campo Elías.
Campo Elías est l'une des deux paroisses civiles de la municipalité de Juan Vicente Campo Elías dans l'État de Trujillo au Venezuela. Sa capitale est Campo Elías, chef-lieu de la municipalité.